# Kościół Przemienienia Pańskiego w Aleksandrowie Kujawskim
Kościół Przemienienia Pańskiego w Aleksandrowie Kujawskim – rzymskokatolicki kościół parafialny w Aleksandrowie Kujawskim, w województwie kujawsko-pomorskim. Należy do dekanatu aleksandrowskiego. Mieści się przy ulicy Kościelnej.

## Historia
Pozwolenie na budowę murowanego kościoła wydał Rząd Gubernialny Warszawski 14 maja 1880 r.. We wniosku zadeklarowano, że kaplica miała nosić wezwanie św. Aleksandra. Nie stwierdzono jednak by kiedykolwiek funkcjonowała pod tym wezwaniem. Projekt sporządził Edward Cichocki. Świątynię dedykowano w 1886 r. Była wtedy kaplicą filialną parafii św. Jana Chrzciciela w Służewie. Około 1896 r. powstał plan rozbudowy kaplicy do formy obecnego kościoła. Autorem projektu przebudowy, polegającego na dobudowaniu transeptu, był Zygmunt Kiślański. Plan przebudowy zatwierdzono w styczniu 1898 r. Prace budowlane zakończono w 1899 r. W 1918 r. świątynia stała się samodzielnym kościołem parafialnym. Budowla reprezentuje styl neogotycki.
W 1941 r., podczas II wojny światowej, wnętrze zostało sprofanowane i zdewastowane. Niemcy pozbawili kościół jednego dużego dzwonu i dwóch małych, zniszczyli cztery figury Matki Bożej.

## Wyposażenie
Do najcenniejszych zabytków zgromadzonych w kościele należy obraz Chrystusa ukrzyżowanego. Jest to dzieło ufundowane przez kard. Michała Stefana Radziejowskiego do kaplicy św. Karola Boromeusza w Łowiczu. Gdy Rosjanie w 1886 r. przejęli kaplicę, by urządzić w niej cerkiew prawosławną, chcąc ratować obraz, przewieziono go do Aleksandrowa. W ten sposób dzieło będące przykładem najlepszych osiągnięć baroku trafiło do kościoła w małej miejscowości przy ówczesnej granicy Królestwa Polskiego z Niemcami. Autor obrazu pozostaje nieznany. 
Na uwagę zasługuje również relief „Ostatnia Wieczerza” autorstwa Wacława Bębnowskiego. Artysta podkreślił w nim ciągłość nauczania Chrystusa i misji Kościoła widzialnego. Do innych zabytków należą XIX wieczny srebrny krucyfiks oraz wiszący na zewnętrznej ścianie herb fundatora gruntu na którym został wybudowany kościół – Władysława Trojanowskiego. Pod herbem widnieje błędny podpis: „Herb Trojanowskich”. Znakiem rodowym Trojanowskich jest herb Szeliga. Herb na murze kościoła jest natomiast herbem złożonym Szeliga i Ślepowron  należącym do Władysława Trojanowskiego (Szeliga po ojcu i Ślepowron po matce). Herb pochodzi z nagrobka Władysława Trojanowskiego pochowanego niegdyś w krypcie kościoła.
Inne elementy wyposażenia to obrazy Drogi Krzyżowej namalowane przez malarkę poznańską w latach 1948–1949, organy piszczałkowe zmodernizowane w 1929 roku przez organomistrza pana Stefana Truszczyńskiego. W kościele znajdują się również witraże: św. Barbary z 1900 roku, św. Franciszka z 1950 roku, św. Stanisława z 1970 roku, Przemienienia Pańskiego, św. Kazimierza z 1996 roku, św. Męczenników Polskich, św. Rodziny i św. Wojciecha z 2000 roku. W 2000 r. zostały również wstawione witraże do zakrystii. Przedstawiają one św. Jana Pawła II i św. Stanisława Kostkę. Witraże są dziełem artystów plastyków, witrażystów z Torunia.